# Tamas Wells
 (juillet 2011).
Si vous disposez d'ouvrages ou d'articles de référence ou si vous connaissez des sites web de qualité traitant du thème abordé ici, merci de compléter l'article en donnant les références utiles à sa vérifiabilité et en les liant à la section « Notes et références ».
Tamas Wells  est un chanteur-compositeur australien.

## Biographie
Aujourd'hui basé à Rangoon, en Birmanie, Tamas Wells a d'abord été remarqué dans son pays natal en 2002 grâce à une bande démo trois titres, Cigarettes, a Tie and a Free Magazine, enregistrée avec trois amis. A suivi un EP, Stitch in Time la même année. Le groupe a décollé en 2004 après avoir été repéré par le producteur de disques Tim Whitten et invité à enregistrer son premier album, A Mark on the Pane, avec Popboomerang Records. Cinq tournées australiennes ont suivi.
Début 2006, Wells emménage à Rangoon, en Birmanie, pour participer à un projet d'éducation communautaire contre le virus du SIDA.
Le deuxième album du groupe, A Plea en Vendredi, a vu le jour un peu plus tard cette année-là. En plus du label australien Popboomerang, des accords ont été conclus avec Inpartmaint et Pocket Records pour sortir l'album respectivement au Japon et en Chine.
En août 2007, le groupe a effectué une tournée à guichets fermés dans quatre grandes villes japonaises.
Le troisième album de Wells, Two Years in April est sorti en 2008, et a été suivi par des tournées en Australie, Chine, Japon et Singapour en 2009 et 2010.
En 2010 est sorti Thirty People Away, le quatrième album, suivi immédiatement par une tournée en Chine.
En 2011, un accord a été passé avec le label Artisans du Disque pour assurer une sortie de l'album en France, sous un nouveau format.
L'enregistrement de Thirty People Away a donné lieu à un portrait documentaire de quinze minutes The Houses There Wear Verandahs Out of Shyness (2010) par Fabrizio Polpettini.
Le titre du film est tiré d'un écrit du poète australien Les Murray "Driving through Sawmill Towns", du recueil "Learning Human: Selected Poems" (2000).
En 2011, Fabrizio Polpettini a réalisé un clip vidéo pour le titre Thirty People Away, issu de l'album du même nom. La vidéo, tournée dans le parc de Sevran, réunit à l'écran les acteurs Roxane Duran et Denis Lavant. Le scénario est inspiré du personnage de Pan dans le roman "Jitterbug Perfume" écrit par l'auteur américain Tom Robbins.

### Discographie

#### Albums
- A Mark on the Pane (2004).
- A Plea en Vendredi (2006).
- Two Years in April (2008).
- Thirty People Away (2010).

#### EP
- Stitch in Time (2002).

#### Singles
- Cigarettes, a Tie and a Free Magazine (2002).
- Valder Fields (2006, from A Plea en Vendredi).